# NGC 4370
NGC 4370 (другие обозначения — UGC 7492, MCG 1-32-51, ZWG 42.89, VCC 758, IRAS12223+0743, PGC 40439) — спиральная галактика (Sa) в созвездии Дева.
Этот объект входит в число перечисленных в оригинальной редакции «Нового общего каталога».
Галактика видима с ребра, имеет заметную полосу пыли и правильную морфологию.